# 小卷米粉
小卷米粉是一款臺灣臺南的小吃，發源於臺南市國華街，是將小卷切段後放入高湯裡燙熟，加入米粉並灑上芹菜和白胡椒食用的料理。與其他臺灣南部的米粉湯料理相比，鯧魚米粉和烏魚米粉等比較常使用細米粉，而小卷米粉所採用的則是較粗的大箍米粉較為特別。

## 起源
小卷米粉的創始人葉水龍最初是在臺南國華街販賣烏魚米粉、皮刀魚米粉和其他料理，但因烏魚和皮刀魚的季節性限制，改採用切段的小卷做為主菜，並改搭配在臺南比較少見的大箍米粉，成為一種知名臺南小吃。現今臺南的小卷米粉店舖多分佈於國華街附近。